# 山田杏奈
山田 杏奈（やまだ あんな、2001年〈平成13年〉1月8日 - ）は、日本の女優（元子役）。元ちゃおガール。埼玉県鴻巣市出身。アミューズ所属。

## 来歴
2011年に開催された「ちゃおガール☆2011オーディション」でグランプリを受賞し、アミューズに所属。オーディションに参加した理由は、グランプリの賞品であったニンテンドー3DSが欲しかったため。以降、少女漫画雑誌『ちゃお』の誌面モデル「ちゃおガール」として活動を行う。
2013年にTBS系で放送されたドラマ『刑事のまなざし』に夏目絵美役で初出演し、女優デビューを果たす。同年刊行のコミック『JS・JCモデル物語』に、彼女がちゃおガールとして活躍するまでのストーリーが咲坂芽亜により執筆され、「Fairy Smile〜山田杏奈物語〜」のタイトルで掲載される。
2015年にはまいた菜穂原作の漫画『12歳。』の実写ドラマ にて、結衣役として初主演を務める。
2016年に公開された『TOO YOUNG TO DIE! 若くして死ぬ』で映画初出演し、スクリーンデビューを果たす。
2017年に発売された『週刊プレイボーイ』2017年1月23日号にて、2017年注目する8人「スゴカワ2017」として特集される。
2018年に公開された『ミスミソウ』において映画初主演を務める。また同年、『幸色のワンルーム』においてテレビドラマ初主演を務める。
2019年には初の写真集『PLANET NINE』を発売。同年、佐野勇斗、真栄田郷敦等と共にメインキャストとして出演した映画『小さな恋のうた』での演技が高評価され、第41回ヨコハマ映画祭最優秀新人賞を受賞した。
2020年、セーブ・ザ・チルドレンによる #SaveWithStories （子どもたちに物語を）プロジェクトにて絵本『てぶくろをかいに』の読み聞かせに参加。同年12月、自身初となるカレンダー「山田杏奈 2021年 インテリアカレンダー」を発売。
2021年、タレントパワーランキングによるネクストブレイク女性タレントBEST10の3位に選ばれる。同年3月、フォトグラファー酒井貴弘の指名により写真展「私の撮りたかった女優展 Vol.3」に参加。同年11月、セカンド写真集『BLUE』を発売。また、主演やヒロインとして多数の作品に出演した。
2022年5月24日、プロ野球・阪神 - 楽天戦（阪神甲子園球場）の始球式を務める。同年7月、日本テレビ系列の情報番組『ZIP!』の金曜パーソナリティーを務める。同年10月24日から開催の第35回東京国際映画祭で主演作品『山女』がコンペティション部門に正式出品される。同年11月、『夏の砂の上』にて舞台初出演。
2023年3月18日に開幕する第95回記念選抜高等学校野球大会の無料ライブ配信サービス『センバツLIVE!』において、出場校紹介動画のナレーションを務める。

## 人物
普段はコンタクトレンズをしており、家ではメガネをかけている。「目力がある」と言われることが多い。いろいろと悩んでから行動に移すタイプであり、周りからは真面目と言われることがある。人見知りだったが、失礼にならない範囲でなるべく共演者の名前を呼んで話しかけるように心掛けることで克服しつつある。
学生時代は役者として活動しながら勉学に軸足を置き、特に高校受験時には平日家に帰ってから5・6時間、休みの日は12時間程勉強することで目標であった第一志望の進学校へ合格した。埼玉県立の女子校に進学してからは役者業の比重も大きくなったが、同級生の友人たちも部活と勉強を両立している人たちが多く、自身も役者業に負い目を感じることなくのめり込むことができたので、役者として活動していく覚悟を決めた3年生時に転校するまでの女子校時代も良い環境に恵まれていたと振り返っている。
弟が1人いる。
仲の良い役者の友人として喜多乃愛、畑芽育の名前を挙げている。

### 趣味・嗜好
特技は習字で、菓子作りが好き。得意料理はナスの揚げ浸し。学生時代は英語の科目が好きだったと話している。
甘いものが好きであり、肝や銀杏といったものも好き。また、衝撃的に美味しく感じたものとして福井県で作品の撮影をしたときに食べた鯖のへしこを挙げている。
好きな映画、影響を受けた映画は韓国映画の『オアシス』、香港映画の『花様年華』。映画監督では中島哲也、脚本家では坂元裕二の作品が好き。好きな海外ドラマは『THIS IS US』シリーズ。
影響を受けた役者には共演経験もある満島ひかりと濱田岳の名前を挙げており、作品や台本に対する考え方の深さやそれに伴う多彩な演技の発想、共演者やスタッフとコミュニケーションを取りながら関わった作品をよくしていこうとする姿勢を尊敬している。
好きな男性のタイプをインタビュアーから取材で質問された際は、「無理のない範囲で良いので仕事をきちんとしていて、自律した生活を送っている人は素敵だと感じる」と話している。
2019年の春から一人暮らしを始めた。「片づけはもともと苦手で。実家にいるときは、本当に自分の部屋が汚かったので、大丈夫かなと思っていた」が「意外とちゃんとやれている」とのこと。休日は作品撮影のために使う集中力や体力を温存するために眠っていることが多い。また、映画やドラマや舞台を観たり、料理や裁縫をするのも好きであり、体力づくりのため習慣的に運動もするが基本的にはインドア派であると話している。コロナ禍で家で過ごす時間が増えたことを機に漬物作りにハマり、糠床チェックが日課になった。中学生の頃から「のあ」という名前のミニチュアダックスフントと一緒に暮らしている。また、亀を飼っていたこともある。対象の瞬間をとらえるという感覚が役者業に活きるかもしれないという考えから、カメラを持ち歩いている。
2022年のインタビューにおいて、カラオケは好きで友人と行ったり、1人でも行ったりしていると答えている。インタビュー時点では、椎名林檎の「歌舞伎町の女王」やきのこ帝国の「愛のゆくえ」などを最近友人たちと歌ったと答えている。

### 俳優業について
大切にしている言葉は、映画『あゝ、荒野』出演の際にキャスティング担当者に言われた「女優は（綺麗なところだけではなく）汚いところを見せるものだから」。
高校3年生時に役者として生きていくと決意し、通っていた女子校から芸能コースがある通信制高校へ転校した。役者業の魅力は役と向き合う時間に深く没頭して集中を続けていると第2の人生を生きている感覚になることであり、演じる際にはせめて現場でその役を演じている時だけでもその役の一番の理解者になっていたいと考えている。役者業に集中する時間が増えてからはその役に求められているものは何かを深く考えるようになり、時間が許す限りどんな役でもやってみたいと思っている。役者の仕事で一番糧になるのは自身の普段の生活の中で心が動く経験かもしれないと考え、日々の経験とその時の考えや思考を携帯にメモして忘れないようにしている。

## 出演

### 映画
- TOO YOUNG TO DIE! 若くして死ぬ（2016年6月25日） - まな美 役[5]
- 咲-Saki-（2017年2月3日） - 染谷まこ 役[48]
- あゝ、荒野 前篇（2017年10月7日） - まり（為永の妹） 役
- 野球部員、演劇の舞台に立つ!（2018年2月24日） - 堺千郷 役[49]
- ミスミソウ（2018年4月7日） - 主演・野咲春花 役[7]
- わたしに××しなさい!（2018年6月23日） - 水野マミ 役[50]
- 21世紀の女の子 「恋愛乾燥剤」（2019年2月8日） - 主演[51]
- 小さな恋のうた（2019年5月24日） - ヒロイン・譜久村舞 役[52]
- 五億円のじんせい（2019年7月20日） - ヒロイン・橘明日香 / 橘明星 役（一人二役）[53][54]
- 屍人荘の殺人（2019年12月13日） - 静原美冬 役[55]
- ジオラマボーイ・パノラマガール（2020年11月6日） - 主演・渋谷ハルコ 役（鈴木仁とのダブル主演）[56]
- 名も無き世界のエンドロール（2021年1月29日） - ヒロイン・ヨッチ 役[57]
- 哀愁しんでれら（2021年2月5日） - 福浦千夏 役[58]
- 樹海村（2021年2月5日） -  主演・天沢響 役（山口まゆとのダブル主演）[59][60]
- ひらいて（2021年10月22日） - 主演・木村愛 役[61]
- 彼女が好きなものは（2021年12月3日） - 三浦紗枝 役[62]
- HOMESTAY（2022年2月11日） - ヒロイン・藤枝晶 役（八木莉可子とのダブルヒロイン）[63]
- 山女（2023年6月30日） - 主演・凛 役[21][64]
- ゴールデンカムイ（2024年1月19日） - ヒロイン・アシㇼパ 役[65]
- 正体（2024年11月29日） - 酒井舞 役[66]
- 早乙女カナコの場合は（2025年3月14日） - 本田麻衣子 役[67]
- 恋に至る病（2025年10月24日公開予定） - 主演・寄河景 役（長尾謙杜とダブル主演）[68]
- NEW GROUP（2026年公開予定） - 主演・愛 役[69]

### テレビドラマ
- 刑事のまなざし（2013年10月7日 - 12月16日、TBS） - 夏目絵美 役
- 大河ドラマ 花燃ゆ 第1話（2015年1月4日、NHK） - 寿の友人 役
- 忘れない…にいちゃんのランドセル（2015年1月12日、NHK BS1） - 米津英 役
- スミカスミレ 45歳若返った女 第7話（2016年3月18日、テレビ朝日） - 栗原知果 役
- 世にも奇妙な物語（フジテレビ）
  - 世にも奇妙な物語 '16秋の特別編 アバンストーリー「ずっとトモダチ」（2016年10月8日） - 亜弥 役[70]
  - 世にも奇妙な物語 '19雨の特別編 「人間の種」（2019年6月8日） - 春田希（15歳） 役[71]
- 咲-Saki-（2016年12月5日 - 26日、毎日放送） - 染谷まこ 役[72]
  - 咲-Saki-特別編（2017年1月8日）
- 連続ドラマW（WOWOW）
  - 北斗 -ある殺人者の回心-（2017年3月25日 - 4月22日） - 関本はるか 役[73]
  - アキラとあきら 第2話・第3話（2017年7月16日・23日） - 北村亜衣（少女期） 役
  - イアリー 見えない顔（2018年8月4日 - 9月8日） - 篠田栞 役[74]
  - コールドケース2 〜真実の扉〜 第8話（2018年12月1日） - 皆本美姫 役[75]
  - ポイズンドーター・ホーリーマザー 第1話・第2話（2019年7月6日・13日） - 乃愛 役[76]
  - 鵜頭川村事件（2022年8月28日 - 10月2日） - 降谷美咲 役[77]
  - ゴールデンカムイ -北海道刺青囚人争奪編-（2024年10月6日 - 12月1日） - ヒロイン・アシㇼパ 役[78][79]
- 先に生まれただけの僕 第5話 - 第8話・最終話（2017年11月11日 - 12月16日、日本テレビ） - 加賀谷希美 役[80]
- 重要参考人探偵 第5話（2017年11月17日、テレビ朝日） - 柘植すみれ 役[81]
- セトウツミ 第7話・第10話（2017年11月25日・12月16日、テレビ東京） - 車椅子の少女 役[82]
- 未解決事件 File.06「赤報隊事件」（2018年1月27日、NHK） - 小尻記者の娘 役[83]
- わたしに××しなさい! 最終話（2018年4月16日、毎日放送） - 水野マミ 役[50]
- 幸色のワンルーム（2018年7月8日 - 9月23日、朝日放送テレビ） - 主演・幸 役[8]
- グッド・ドクター 第2話（2018年7月19日、フジテレビ） - 菅原唯菜 役[84]
- ストロベリーナイト・サーガ 第4話（2019年5月2日、フジテレビ） - 下坂美樹 役[85]
- 新米姉妹のふたりごはん（2019年10月11日 - 12月27日、テレビ東京） - 主演・水谷サチ（姉） 役[注 3][86]
- 10の秘密（2020年1月14日 - 3月17日、関西テレビ・フジテレビ） - 白河瞳 役[87]
- MIU404 第3話（2020年7月10日、TBS） - 真木カホリ 役
- 大江戸もののけ物語（2020年7月17日 - 8月14日、NHK BSプレミアム） - ヒロイン・およう 役[88]
- 荒ぶる季節の乙女どもよ。（2020年9月9日 - 10月28日、MBS・TBS系） - 主演・小野寺和紗 役（玉城ティナとのダブル主演）[89]
- 書けないッ!?〜脚本家 吉丸圭佑の筋書きのない生活〜（2021年1月16日 -  3月13日、テレビ朝日） - 吉丸絵里花 役[90]
- 珈琲いかがでしょう 第2話（2021年4月12日、テレビ東京） - 大門雅 役[91]
- 准教授・高槻彰良の推察 第2話（2021年8月14日、東海テレビ・フジテレビ） - 山崎綾音 役[92]
- 未来への10カウント（2022年4月14日 - 6月9日、テレビ朝日） - 水野あかり 役[93]
- 17才の帝国（2022年5月7日 - 6月4日、NHK総合） - ヒロイン・茶川サチ / スノウ 役（一人二役）[94][95]
- 新・信長公記〜クラスメイトは戦国武将〜（2022年7月24日 - 9月25日、読売テレビ・日本テレビ） - ヒロイン・日下部みやび 役[96]
- テレビ版 山女（2022年10月17日、NHK BSプレミアム/BS4K） - 主演・凛 役[97]
- 早朝始発の殺風景（2022年11月4日 - 12月9日、WOWOW） - 主演・殺風景 役（奥平大兼とのダブル主演）[98]
- ゼイチョー〜『払えない』にはワケがある〜（2023年10月14日 - 12月23日、日本テレビ） - ヒロイン・百目鬼華子 役[99]
- リラの花咲くけものみち（2025年2月1日 - 15日、NHK総合・NHK BSプレミアム4K） - 主演・岸本聡里 役[100]
- わが家は楽し（2025年3月13日、TBS） - 吉岡美鈴 役[101]
- シナントロープ（2025年10月6日〈予定〉 - 、テレビ東京） - 水町ことみ 役[102][103]

### その他のテレビ番組
- ちゃおちゃおTV!（CSキッズステーション）
  - winter special 2012（2012年1月13日・20日）
  - 年末スペシャル（2012年12月29日・31日）
  - ウィンタースペシャル（2013年1月11日・29日）
- Let's天才てれびくん（2015年1月19日 - 21日、NHK Eテレ） - 葵（ぷにょら） 役
- 痛快TV スカッとジャパン（フジテレビ）
  - 第23回 胸キュンスカッと 「電車で出会った王子様」（2016年8月1日） - 藤原美里 役[104][105]
  - 第158回 バレンタイン胸キュン 「図書室で始まった恋の1ページ」（2019年2月25日） - 遠藤寧々 役
- Sound Inn "S" #31：上白石萌音（2017年10月21日、BS-TBS） - ナレーター[106]
- テレメンタリー2022「おいだば、時給125円」（2022年、秋田朝日放送） - ナレーター[107][108]
- NHKスペシャル「新・ドキュメント太平洋戦争1944 絶望の空の下で」（2024年8月15日、NHK総合） - 朗読[109]

### 情報番組
- ZIP! （2022年7月1日 - 29日、日本テレビ） - 2022年7月度月替わり金曜パーソナリティー

### 舞台
- 夏の砂の上（2022年11月3日 - 12月17日、世田谷パブリックシアター他） - 川上優子 役[110]

### 劇場アニメ
- 名探偵コナン 11人目のストライカー（2012年4月14日）[111]
- ChaO（2025年8月15日） - 主演・チャオ 役（鈴鹿央士とW主演）[112]

### 吹き替え
- 怪盗グルーのミニオン超変身（2024年7月19日公開予定） - ポピー 役[113]

### オリジナル作品
- 12歳。（『ちゃお』2015年9月・12月号付録） - 主演・蒼井結衣 役[4]
- 焦がれる鼓動（『過ぐる日のやまねこ』 DVD特典映像　2016年4月28日） - 米田カナ 役[114]

### CM
- 小学館 「ちゃお」（2012年1月号 - 2013年11月号、不定期）
- サンヨー食品「頂とろみ中華」（2014年）[115]
- ネスレ日本 「焼きキットカット」焼くだけで!?こんがり新食感!!篇（2015年）[116]
- アソビズム 「城とドラゴン」荒野の少女篇（2015年）[117]
- 東京海上日動火災保険 「企業・挑戦シリーズ『背中を押す者（留学）』」篇 （2017年）[118]
- ロッテ 「ガーナミルクチョコレート」
  - 「愛だナ。」篇、「愛だナ。ガーナ」篇、「うちの母はずるい」篇、「赤チョコ育ちの娘です」篇、「ホットガーナ」篇（2018年）[119][120]
  - 「バレンタインにガチャガーナ」篇、「赤チョコよろしくね」篇（2019年）
- ロッテアイス 「ガーナアイス」 「ひとことで言うと」篇、「このとろん、やば。」篇、「山田さん」篇（2018年）
- au ゼロ学割「0円の主張」篇（2019年）
- スズキ・スイフト
  - 「ドライブ父娘」篇（2019年）
  - 「二人の会話」篇（2020年）[121]
  - 「父娘の洗車」篇（2021年）
- LGエレクトロニクスジャパン 「LG V60 ThinQ 5G」#4人で四季あつめてみた篇（2020年）[122]
- レッドホースコーポレーション「産直アウル」
  - 「旅するアウルさんアスパラ篇」、「旅するアウルさんいちご篇」、「旅するアウルさん夏のおいしい食材篇」（2021年）[123][124]
- 日本マクドナルド
  - 「月見バーガー・濃厚とろ〜り月見 父」篇、「月見マックシェイク・月見パイ 娘」篇、「月見マックシェイク・月見パイ・月見マックフルーリー 娘」篇（2021年）[125]
  - 「アツアツの朝 ソーセージエッグマフィン」篇、「アツアツの朝 アップルパイ」篇（2023年）[126][127]
  - 「朝マック アゲアゲの朝 ハッシュポテト」篇（2024年）[128]
  - 「朝マックタイム 会議」篇（2025年）[129]
  - 「朝マックタイム 外回り」篇（2025年）[130]
- パナソニック
  - 「甲子園ソリューション」篇、「甲子園ドローン」篇、「スカイツリー」篇、「パナソニック汐留オフィス」篇（2022年）[131][132][133]
  - 「どっちが好きですか」篇、「コンセント争奪」篇、「家づくりの悩み」篇（2023年）
- ビューカード（2023年）※眞島秀和と共演[134]
- スカパー!「基本プランキャンペーン」（2024年）宇宙人 役、※吉田鋼太郎と共演[135][136][137]
- バンダイ ONE PIECE カードゲーム ※神木隆之介、山田裕貴と共演
  - 「入ってみる？ワンピカードの会」篇（2025年）[138]
  - 「はじめてみる？ワンピカードの会」篇（2025年）[139]
  - 「あけてみる？ワンピカードの会」篇（2025年）[140]
  - 「3周年弾」篇（2025年）[141]
- Amazon Amazon Prime Video「君のこころが観たいもの。」篇（2025年6月11日 - ） ※二宮和也、松本若菜、秋山寛貴と共演[142]

### MV
- 陳蕾
  - 「倒立」 - YouTube（2016年）
  - 「發燒（発熱）」 - YouTube（2016年）
- Softly 「あなたのことを想って指先でなぞる文字は（あかりとまさき 告白編.）」 - YouTube（2016年）[143]
- KANA-BOON 「涙」 - YouTube（2017年）[144]
- FLOW 「音色」 - YouTube（2018年）[145]
- ポルカドットスティングレイ 「秘密」ショートムービー（2018年11月7日）[146]
- 高橋優 「若気の至り」 - YouTube（2019年2月27日）[147]
- RADWIMPS 「夏のせい」 - YouTube（2020年7月24日）[148]
- 秦基博×草野マサムネ 「ringo」 - YouTube（2024年11月21日）[149]

### スチール・広告
- 明光義塾（2015年）
- 総務省消防庁／日本防火・危機管理促進協会 2018年度 全国火災予防運動ポスターキャラクター（2018年）
- タビオ 靴下屋「2024春コレクション」イメージモデル（2024年）[150]

### カバーモデル
- KANA-BOON 『NAMiDA』（2017年）[144]
- ポルカドットスティングレイ 『秘密』（2018年11月7日）
- コンピレーションアルバム 「あの日、恋をしました。presented by 胸キュンスカッと」（2019年4月24日、ソニー・ミュージックレコーズ）[151]

### イベント
- FCT わくわくフェア2013（2013年7月14日） - ほっぺちゃんガールズ
- ええじゃないかとよはし映画祭2019（2019年3月9日、穂の国とよはし芸術劇場PLAT）[152]
- 東京ガールズコレクション 2019 AUTUMN/WINTER（2019年9月7日、さいたまスーパーアリーナ）[153]
- 第41回ヨコハマ映画祭（2020年2月2日、関内ホール）[154]
- 東京ガールズコレクション 2020 SPRING/SUMMER（2020年2月29日、国立代々木競技場第一体育館）[155]

### WEB
- HUSTLE PRESS 「FRESH ACTRESS 山田杏奈」（2016年6月19日）インタビュー
- HUSTLE PRESS 「PICK UP ACTRESS 山田杏奈」（2016年12月21日）インタビュー
- HOUYHNHNM（フイナム） 「路地裏てぃーん。 15人目 山田杏奈 16歳」（2017年9月6日）
- TVLIFE 「山田杏奈インタビュー「上限を決めないで全部やっていきたい」」（2017年11月19日）[80]
- NYLON JAPAN「TOKYO IT GIRL BEAUTY #89 FOCUS ON ME 山田杏奈」（2018年8月30日）
- EYESCREAM 「 Dear Upcoming Actors #06 山田杏奈」（2018年11月19日）インタビュー
- HUSTLE PRESS「 PICK UP ACTRESS 山田杏奈」（2019年5月20日）インタビュー
- 人色 2020/APR「山田杏奈」（2020年4月1日）
- クランクイン！「新進女優・山田杏奈が大切にしている言葉」（2020年10月31日）インタビュー
- 月刊旅色 Vol.152 2021年10月号 −神秘の島へ 奄美大島・龍郷町をあるく− 「Special Interview 山田杏奈」「1泊2日のRefresh Trip」（2021年9月27日）
- QUI - Fashion & Culture media「What's essential - starring Anna Yamada」（2021年12月1日）インタビュー
- VOGUE GIRL「大切なことは自分が決める。山田杏奈が引き寄せる、力強い未来。」（2022年6月30日）インタビュー

### ラジオ
- もちこみっ!（2013年12月8日・15日、RKB毎日放送）

### 参加作品
- オリケシプチ付き!うたっておべんきょう「happy body music」（2013年5月22日、日本コロムビア）[156]
- ほっぺちゃんガールズ「ほっぺちゃん 」※配信限定（2013年12月18日、日本コロムビア）
- 12歳。ドラマ主題歌CD「boyfriend」／結衣ver.（2015年8月19日、アミューズ）
- 清澄高校麻雀部 「きみにワルツ」（2017年2月1日、A-Sketch）[157][158]
- 映画&ドラマ「咲-Saki」オリジナル・サウンドトラック（2017年2月1日、バップ）
- 小さな恋のうたバンド 「小さな恋のうた」（2019年05月22日、ユニバーサルミュージック）[159][160]
- ドラマ「新・信長公記〜クラスメイトは戦国武将〜」オリジナル・サウンドトラック（2022年9月28日、バップ） ※「Atsumori (Vocal:Anna Yamada)」に参加

## 書籍

### 雑誌・新聞
- ちゃお（小学館）
- 読売KODOMO新聞
- 朝日新聞（2016年8月18日朝刊 高校野球特集面）
- 月刊MdN2017年12月号/VOL.284（2017年11月06日、エムディエヌコーポレーション） 巻頭グラビアページ「ブックカバーに、恋するということ」
- 読売新聞夕刊 popstyle ポップスタイル vol. 731（2021年1月20日）
- 日刊スポーツ 日曜日のヒロイン vol. 1271（2022年5月1日）「山田杏奈 なんだかんだお芝居が好き」[161]

### 写真集
- PLANET NINE（2019年1月8日、東京ニュース通信社、写真：細居幸次郎）ISBN 978-4863368729[162][163][164]
- 私が撮りたかった写真展2021（2021年3月12日、株式会社ギローチェ、写真：酒井貴弘）[165]
- BLUE（2021年11月19日、東京ニュース通信社、写真：東京祐）ISBN 978-4867013427[166]
- ANNA YAMADA NYLON SUPER VOL.15（2023年7月31日、カエルム）

## 受賞歴
2011年
- 「ちゃおガール☆2011オーディション」グランプリ

2019年
- 第41回ヨコハマ映画祭 最優秀新人賞 （『小さな恋のうた』）

2022年
- 第26回日刊スポーツ・ドラマグランプリ 夏期 助演女優賞（『新・信長公記〜クラスメイトは戦国武将〜』） 

2023年
- 「NYLON'S NEXT 2023」俳優部門賞
- 「観客が選ぶ Audience Award 2022」ネクスト俳優部門 大賞（『夏の砂の上』）
- 第15回TAMA映画賞 最優秀新進女優賞（『山女』）
- 第9回エル シネマアワード - エル・ガール ライジングスター賞（『山女』）

2024年
- 第37回日刊スポーツ映画大賞・石原裕次郎賞 助演女優賞（『ゴールデンカムイ (映画)ゴールデンカムイ』『正体』）

2025年
- 第48回日本アカデミー賞 優秀助演女優賞（『正体』）、新人俳優賞（『ゴールデンカムイ』『正体』）

### 注
1. ↑  『ちゃお』9月号と12月号に付属のDVDに収録。
2. ↑  田口乙葉とのダブル主演。
3. ↑  大友花恋とのダブル主演。